# Vlag van Huijbergen

Vlag van de gemeente Huijbergen
(1983-1997)

De vlag van Huijbergen werd op 25 januari 1983 bij raadsbesluit vastgesteld als de gemeentelijke vlag van de Noord-Brabantse gemeente Huijbergen. De vlag is in het besluit als volgt beschreven:
Over de scheiding van broeking en vlucht gekwartileerd van blauw en geel; de verticale deellijn in de vorm van een dubbele broekkeper; op het eerste kwartier een witte zespuntige ster met een diameter van 7/20 vlaghoogte en in het derde kwartier twee schuingekruiste kromstaven met een hoogte gelijk aan 7/20 vlaghoogte.
Niet vermeld is dat de kromstaven met de krullen afgewend zijn voorgesteld, en dat de staf die de krul naar de broekingzijde keert, bovenop ligt.
De kleuren van de vlag zijn ontleend aan die van het gemeentewapen. De witte ster stelt Maria voor, die in het wapen is afgebeeld. De (blauwe) kromstaven zijn ontleend aan het eveneens in het gemeentewapen afgebeelde wapenschild van de schepenbank van Essen-Kalmthout, waaronder Huijbergen vroeger viel, en zijn waarschijnlijk terug te voeren tot de abdij van Tongerlo. De vlag is ontworpen door Hans van Heijningen.
Op 1 januari 1997 is Huijbergen opgegaan in de gemeente Woensdrecht, waarmee de vlag als gemeentevlag kwam te vervallen.

## Verwante afbeelding

Wapen van Huijbergen

Aalburg 
· Aarle-Rixtel 
· Alphen en Riel 
· Bakel en Milheeze 
· Beek en Donk 
· Beers 
· Berghem 
· Berkel-Enschot 
· Berlicum 
· Bladel en Netersel 
· Borkel en Schaft 
· Boxmeer 
· Budel 
· Chaam 
· Cuijk 
· Cuijk en Sint Agatha 
· Den Dungen 
· Diessen 
· Dinteloord en Prinsenland 
· Drunen 
· Dussen 
· Engelen 
· Erp 
· Esch 
· Escharen 
· Fijnaart en Heijningen 
· Geffen 
· Geldrop 
· Gemert 
· Giessen 
· Ginneken en Bavel 
· Grave 
· 's Gravenmoer 
· Haaren 
· Halsteren 
· Haps 
· Heesch 
· Heeswijk-Dinther 
· Heeze 
· Helvoirt 
· Hoeven 
· Hooge en Lage Mierde 
· Hooge en Lage Zwaluwe 
· Hoogeloon, Hapert en Casteren 
· Huijbergen 
· Klundert 
· Landerd 
· Leende 
· Liempde 
· Lieshout 
· Lith 
· Luyksgestel 
· Maarheeze 
· Maasdonk 
· Made en Drimmelen 
· Megen, Haren en Macharen 
· Mierlo 
· Mill en Sint Hubert 
· Moergestel 
· Nieuw-Ginneken 
· Nieuw-Vossemeer 
· Nistelrode 
· Nuland 
· Oeffelt 
· Oost-, West- en Middelbeers 
· Oploo, Sint Anthonis en Ledeacker 
· Ossendrecht 
· Oud en Nieuw Gastel 
· Oudenbosch 
· Prinsenbeek 
· Putte 
· Raamsdonk 
· Ravenstein 
· Reusel 
· Riethoven 
· Rijsbergen 
· Rijswijk 
· Roosendaal en Nispen 
· Rosmalen 
· Schaijk 
· Schijndel 
· Sint Anthonis 
· Sint-Oedenrode 
· Sprang-Capelle 
· Standdaarbuiten 
· Terheijden 
· Teteringen 
· Uden 
· Udenhout 
· Veghel
· Vessem, Wintelre en Knegsel 
· Vierlingsbeek 
· Vlijmen 
· Wanroij 
· Waspik 
· Werkendam 
· Westerhoven 
· Willemstad 
· Woudrichem 
· Wouw 
· Zeeland 
· Zevenbergen